# HC Dolní Kamenice
HC Dolní Kamenice (celým názvem: Hockey Club Dolní Kamenice) byl český klub ledního hokeje, který sídlil ve městě Holýšov v Plzeňském kraji. Založen byl v roce 2009, zanikl v roce 2013. V letech 2011–2013 působil v Plzeňské krajské soutěži – sk. D, osmé české nejvyšší soutěži ledního hokeje. Klubové barvy byly zelená, žlutá a černá.
Své domácí zápasy odehrával v Plzni na zimním stadionu Košutka s kapacitou 255 diváků.

## Přehled ligové účasti
Stručný přehled
Zdroj:
- 2010–2011: Plzeňská krajská soutěž – sk. C (7. ligová úroveň v České republice)
- 2011–2013: Plzeňská krajská soutěž – sk. D (8. ligová úroveň v České republice)

Jednotlivé ročníky
Zdroj:
Legenda: ZČ – základní část, červené podbarvení – sestup, zelené podbarvení – postup, fialové podbarvení – reorganizace, změna skupiny či soutěže
| Česko (2010 – 2013) |                                 |           |           |                                     |            |
| Sezóny              | Soutěž                          | Úroveň    | ZČ        | Play-off, nadstavba, sk. o udržení… | Poznámky   |
| 2010/11             | Plzeňská krajská soutěž – sk. C | 7. úroveň | 13. místo |                                     | Sestup     |
| 2011/12             | Plzeňská krajská soutěž – sk. D | 8. úroveň | 10. místo | Zápas o 9. místo (výhra)            |            |
| 2012/13             | Plzeňská krajská soutěž – sk. D | 8. úroveň | 11. místo |                                     | sk. o udr. |